# San Diego Film Critics Society Awards 2018
23. ročník předávání cen San Diego Film Critics Society Awards se konal dne 10. prosince 2018. Nominace byly oznámeny de 7. prosince 2018.

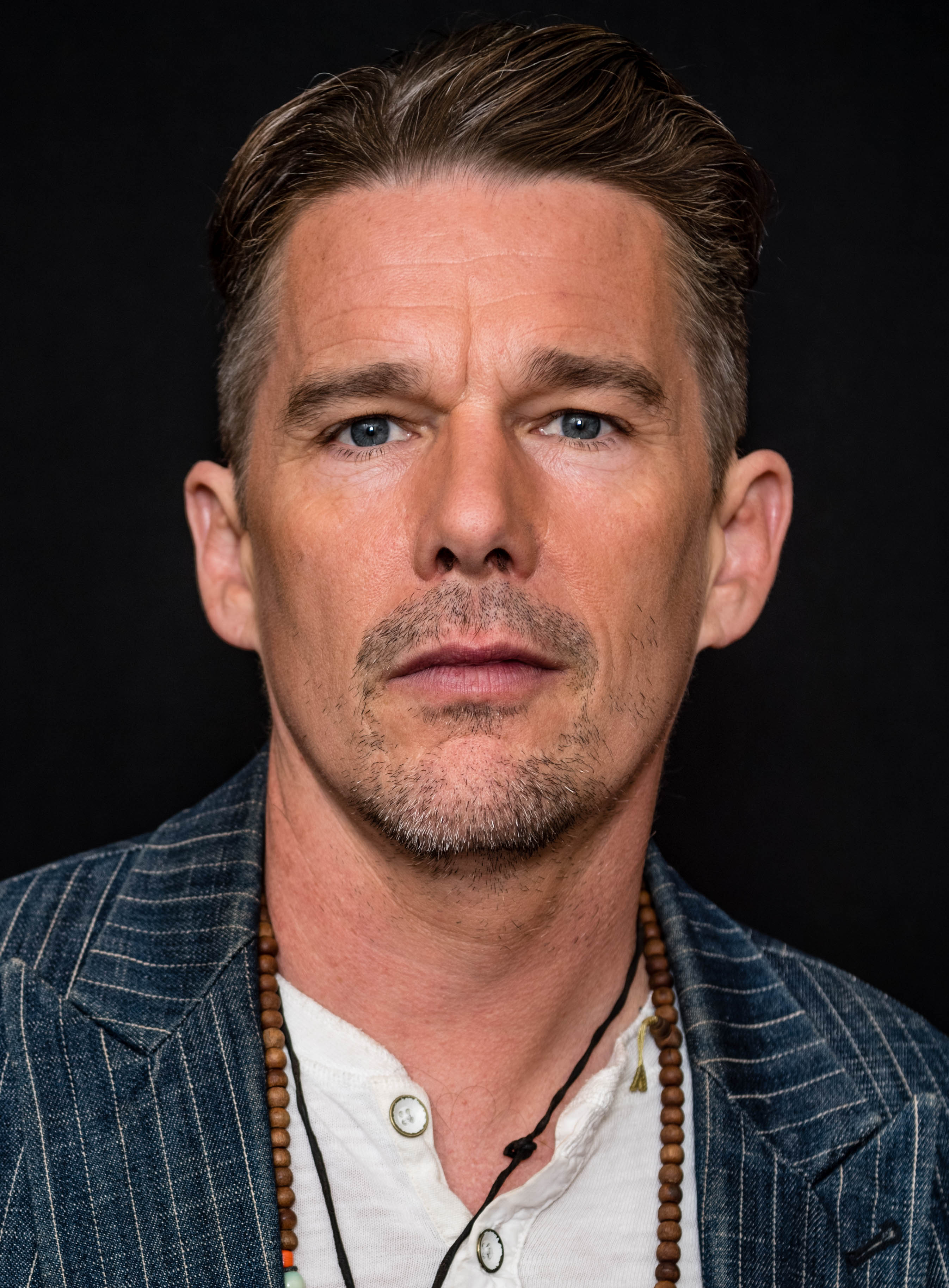
Ethan Hawke, vítěz v kategorii nejlepší herec v hlavní roli

## Vítězové a nominovaní

### Nejlepší film
Beze stop
- Balada o Busterovi Scruggsovi
- Favoritka
- Zelená kniha
- Tiché místo

### Nejlepší režisér

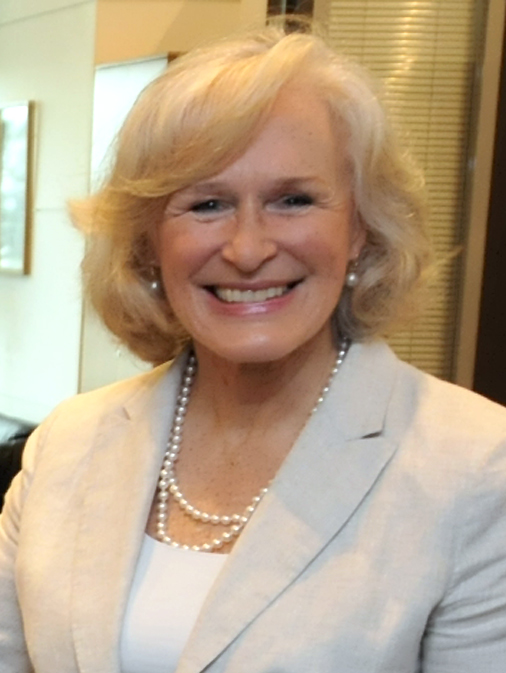
Glenn Close, vítězka v kategorii nejlepší herečka v hlavní roli

Debra Granik – Beze stop
- Peter Farrelly – Zelená kniha
- Yorgos Lanthimos – Favoritka
- John Krasinski – Tiché místo
- Bo Burnham – Osmá třída

### Nejlepší adaptovaný scénář
Peter Fellows, Armando Iannucci, Ian Martin, Fabien Nury a David Schneider - Ztratili jsme Stalina
- Joel Edgerton - Vymazaný kluk
- Debra Granik a Anne Rosellini - Beze stop
- Nicole Holofcener a Jeff Whitty - Dokážete mi kdy odpustit?
- David Lowery - Gentleman s pistolí

### Nejlepší původní scénář
Bo Burnham - Osmá třída
- Wes Anderson - Psí ostrov
- Scott Beck, John Krasinski a Bryan Woods - Tiché místo
- Joel a Ethan Coen - Balada o Busterovi Scruggsovi
- Brian Hayes Currie, Peter Farrelly a Nick Vallelonga - Zelená kniha

### Nejlepší herec v hlavní roli
Ethan Hawke - Zoufalství a naděje
- Christian Bale - Vice
- Lucas Hedges - Vymazaný kluk
- Viggo Mortensen - Zelená kniha
- John C. Reilly - The Sisters Brothers

### Nejlepší herečka v hlavní roli
Glenn Close - Žena
- Elsie Fisher - Osmá třída
- Lady Gaga - Zrodila se hvězda
- Melissa McCarthy - Dokážete mi kdy odpustit?
- Carey Mulligan - Wildlife

### Nejlepší herec ve vedlejší roli
Timothée Chalamet - Beautiful Boy (remíza)
Richard E. Grant - Dokážete mi kdy odpustit? (remíza)
- Mahershala Ali - Zelená kniha
- Joel Edgerton - Vymazaný kluk
- Sam Elliott - Zrodila se hvězda

### Nejlepší herečka ve vedlejší roli
Nicole Kidman - Vymazaný kluk
- Nina Arianda - Stan & Ollie
- Zoe Kazan - Balada o Busterovi Scruggsovi
- Thomasin McKenzie - Beze stop
- Alia Shawkat - Blaze

### Nejlepší dokument
Tři blízcí neznámí
- Free Solo
- Love, Gilda
- RBG
- Won't You Be My Neighbor?

### Nejlepší cizojazyčný film
Zloději
- Kafarnaum
- Studená válka
- Tísňové volání
- Roma

### Nejlepší animovaný film
Psí ostrov
- Have a Nice Day
- Úžasňákovi 2
- Raubíř Ralf a internet
- Spider-Man: Paralelní světy

### Nejlepší kamera
Bruno Delbonnel - Balada o Busterovi Scruggsovi (remíza)
Joshua James Richards - Jezdec (remíza)
- Alfonso Cuarón - Roma
- Alexander Dynan - Zoufalství a naděje
- Magnus Nordenhof Jønck - Lean on Pete

### Nejlepší střih
Dave Egan a Jamie Gross - Noční hra
- Joel a Ethan Coen - Balada o Busterovi Scruggsovi
- Patrick J. Don Vito - Zelená kniha
- Yorgos Mavropsaridis - Favoritka
- Christopher Tellefsen - Tiché místo

### Nejlepší vizuální efekty
Ready Player One: Hra začíná
- Black Panther
- Kryštůfek Robin
- Psí ostrov
- Paddington 2

### Nejlepší výprava
Fiona Crombie - Favoritka
- Hannah Beachler - Black Panther
- Tim Galvin - Zelená kniha
- John Paul Kelly - Stan & Ollie
- Adam Stockhausen - Ready Player One: Hra začíná

### Nejlepší hudba
Zlý časy v El Royale
- Blaze
- Bohemian Rhapsody
- Zelená kniha
- Zrodila se hvězda

### Objev roku
Thomasin McKenzie - Beze stop
- Bo Burnham - Osmá třída
- Elsie Fisher - Osmá třída
- Rami Malek - Bohemian Rhapsody
- Charlie Plummer - Lean on Pete

### Nejlepší práce
John C. Reilly – The Sisters Brothers, Raubíř Ralf a internet a Stan & Ollie

### Nejlepší komediální výkon
Hugh Grant - Paddington 2
- Awkwafina - Šíleně bohatí Asiati
- Jason Bateman - Noční hra
- Jesse Plemons - Noční hra
- Ryan Reynolds - Deadpool 2

### Nejlepší kostýmy
Sandy Powell - Favoritka (remíza)
Lindy Hemming - Paddington 2 (remíza)
- Guy Speranza - Stan & Ollie
- Mary E. Vogt - Šíleně bohatí Asiati
- Mary Zophres - Balada o Busterovi Scruggsovi

### Nejlepší obsazení
Noční hra
- Balada o Busterovi Scruggsovi
- Vymazaný kluk
- Favoritka
- Zelená kniha